# La Vie à deux
Pour plus de détails, voir Fiche technique et Distribution.
La Vie à deux est un film français réalisé par Clément Duhour et sorti en 1958.

## Synopsis
Auteur à succès, Pierre Carreau rédige son testament et, par devant Me Stéphane, en présence de ses meilleurs amis et de son secrétaire M. Lecomte, il déclare léguer sa fortune à ceux qui ont servi de modèles aux personnages de son grand succès La Vie à deux. Sous condition que leur vie ait été et soit toujours heureuse, faute de quoi, les amis de l'auteur hériteraient. Deux généalogistes, Pommier et Santis, sont désignés et se mettent en chasse. Ils sont poursuivis par le directeur Arthur Vattier et l'éditeur Roland Sauvage, les deux amis alléchés par l'appât du gain. Se succèdent alors divers extraits de comédies de Sacha Guitry : Désiré, Faisons un rêve, Le Blanc et le Noir, l’Illusionniste. Aucun couple n'ayant rempli la condition, Carreau meurt ayant auprès de lui la seule femme qu'il ait aimé profondément, Françoise.

## Fiche technique
- Titre : La Vie à deux
- Réalisation : Clément Duhour
- Scénario : Sacha Guitry
- Adaptation : Jean Martin
- Dialogues : Sacha Guitry d'après ses pièces Désiré, Faisons un rêve, Le Blanc et le Noir, L'Illusionniste
- Assistants réalisateur : Jacques Poitrenaud, Henri Bérard
- Images : Robert Lefebvre
- Opérateur : Roger Delpuech, assisté de Gilbert Sarthre et Gaston Muller
- Photographe de plateau : Léo Mirkine
- Musique : Hubert Rostaing
- Direction musicale : Serge Bodot (Éditions Robert Salvet)
- Chanson interprétée par Mathé Altéry
- Décors : Raymond Gabutti, assisté de François de Lamothe
- Montage : Paulette Robert, assistée d'Étiennette Muse
- Son : Joseph de Bretagne
- Recorder : Max Olivier
- Perchman : Gaston Demède
- Maquillage : Lina Gallet
- Photographe : Jean Klissak, Léo Mirkine
- Scripte : Francine Corteggiani
- Régisseur général : André Chabrol, Charles Lahet
- Régisseur extérieur : Roger Bar, Bernardi
- Tournage du 22 janvier au 25 février 1958 à Paris Studios Cinéma de Billancourt et à l'hôtel Négresco de Nice
- Pellicule 35 mm, noir et blanc
- Tirage : Laboratoire G.T.C Joinville - Enregistrement sonore : Mégaphone
- Chef de production : Clément Duhour
- Directeur de production : Gilbert Bokanowski
- Assistant de production : Jean-Claude Desvernet
- Administrateur : Pierre Aubart
- Production : C.L.M (France), Cocinor
- Distribution : CLM- Mondex, Cocinor
- Durée : 100 minutes
- Genre : Comédie dramatique
- Première présentation : 24 septembre 1958

## Distribution

### Histoire centrale
- Pierre Brasseur : Pierre Carreau, l'auteur célèbre (c'est le rôle que voulait prendre Sacha Guitry)
- Louis de Funès : Maître Stéphane, le notaire de Pierre Carreau
- Christian Duvaleix : Jean Pommier, le généalogiste
- Jacques Jouanneau : Michel Santis, l'autre généalogiste
- Jean Tissier : Arthur Vattier, le directeur du théâtre
- Gilbert Bokanowski : Roland Sauvage, l'éditeur
- Max Montavon : Mr Lecomte, le secrétaire de Mr Carreau
- Sylvie Rameau : Mme Sauvage, la femme de l'éditeur
- Pauline Carton : Mme Vattier, la femme du directeur

### Prologue (premier couple)
- Jean Richard : André Le Lorrain
- Jane Marken : Mme Fourneau, la belle-mère d'André
- Dominique Varennes[1] : La femme d'André

### L’illusionniste et le valet (deuxième couple)
- Jean Marais : Teddy Brooks, l'illusionniste
- Lilli Palmer : Odette de Starenberg, l'amie du ministre
- Gérard Philipe : Désiré, le nouveau valet d'Odette
- Mathilde Casadesus : Adèle, la cuisinière d'Odette
- Marie Daems : Madeleine, la camériste d'Odette
- Jacques Morel : Claude Montignac, le ministre
- Anne Carrère : La comtesse Diepchinska, l'ancienne patronne de Désiré
- Lucien Callamand : Un ami de Montignac
- Mathé Altéry : voix de la chanson La Vie à deux

### Belote (troisième couple)
- Danielle Darrieux : Monique Lebeaut, femme courtisée par Thierry Raval
- Robert Lamoureux : Thierry Raval, l'amant de Monique
- Pierre Mondy : Mr Lebeaut, le mari de Monique

### Le bébé (quatrième couple)
- Sophie Desmarets : Marguerite Caboufigue, la femme de Marcel, qui accouche d'un bébé noir
- Fernandel : Marcel Caboufigue, le mari de Marguerite, représentant en automobile
- Madeleine Lebeau : Peggy, la femme de Georges
- Robert Manuel : Georges, le mari de Peggy, ami du couple Caboufigue
- Palmyre Levasseur : Marie, la bonne des Caboufigue
- Raoul Marco : Le docteur Leclerc, l'accoucheur

### La mort de Carreau (cinquième couple)
- Edwige Feuillère : Françoise Sellier, ex-Carreau
- Ivan Desny : Michel Sellier, le mari de Françoise
- Jacques Dumesnil : Le docteur Henri Girane, qui soigne Pierre Carreau
- Maria Mauban : La religieuse qui veille Pierre Carreau
- Jean Degrave : Le valet de chambre des Sellier
- Lucien Raimbourg : Un homme attablé au restaurant qui dit qu'il est « contre les femmes »

### Suite de la distribution
- Yvonne Hebert : Une dîneuse
- Georges Spanelly : Un dîneur
- Roger Lécuyer : Un dîneur
- Marius Gaidon : Un serveur
- Maurice Brutus
- Pierre Laforet
- Del Rocchio
- Pierre Larquey : Anselme (scène coupée au montage)

## Autour du film
- Sacha Guitry mourut le 24 juillet 1957. L'année suivante, le réalisateur Clément Duhour entreprit de porter à l'écran des textes inédits du maître. Cette sorte de comédie posthume est donc un hommage de l'auteur et des acteurs. Une comédie plutôt grinçante et un vrai film-testament puisqu'il s'agit des péripéties de deux généalogistes chargés, par un écrivain soucieux de bien léguer sa fortune, de retrouver des couples exemplaires qui ont nourri l'œuvre du futur défunt[2].
- Plusieurs scènes ont été tournées, aussi bien en intérieur qu'en extérieur, à l'hôtel Negresco à Nice.
- La séquence "Le bébé" reprend à l'identique le sujet du film Le Blanc et le Noir réalisé par Robert Florey et Marc Allégret, en  1931 sur un scénario de Sacha Guitry d'après sa pièce.